# Södermanlands runinskrifter 289
Södermanlands runinskrifter 289 är en runsten i gråröd granit, uppställd vid Hamra gård i Tumba, Botkyrka kommun. Den är 1,8 meter hög och mäter 0,8 × 0,25 meter vid basen, avsmalnande uppåt.
Stenen stod ursprungligen i Hamra skog, vid vägen från Botkyrka till Riksten och vidare mot Haninge, nära Tullingesjön. Enligt uppgift från Olof Hermelin stod den då vid några ättehögar. Den flyttades 1870 till Hamra och restes i trädgården. Den har sedan dess flyttats flera gånger i området, och har bland annat stått vid Alfa Lavals kontor, men står nu bakom ladugården på Hamra.

## Inskrift
Runhöjden är 6–7 centimeter, med otydlig och grund runslinga. Ristningen är på stenens sydvästra sida, och är vittrad och svårläst.
Inskriften lyder i translitterering:
biurn * auk * hu... (r)i=s(þ)(u) s(t)(n) þ--a i(f)tiʀ kil(b)--... ...ur * -in kuþ h--l... ...u
På normaliserad runsvenska:
Biorn ok Ho[lm...] ræistu stæin þ[enn]a æftiR Kætilb[iorn, ...]ur [s]inn. Guð h[ia]l[pi sal]u.
I översättning till nusvenska:
"Björn och Holm- reste denna sten efter Kättilbjörn(?) sin -er. Gud hjälpe själen."
Det enda av namnen som är säkert är Björn. Det andra namnet börjar sannolikt på Holm- och det tredje torde vara Kättilbjörn. Det är omöjligt att avgöra om Björn och Holm- reste stenen efter sin fader eller broder, eftersom båda orden slutar på ur.

### Fotnoter
1. 1 2 3  Samnordisk runtextdatabas, Sö 289.